# Kirchbach (Karyntia)
Kirchbach (słoweń. Cirkno) – gmina targowa w Austrii, w kraju związkowym Karyntia, w powiecie Hermagor. Liczy 2668 mieszkańców (1 stycznia 2015).